# This machine kills fascists

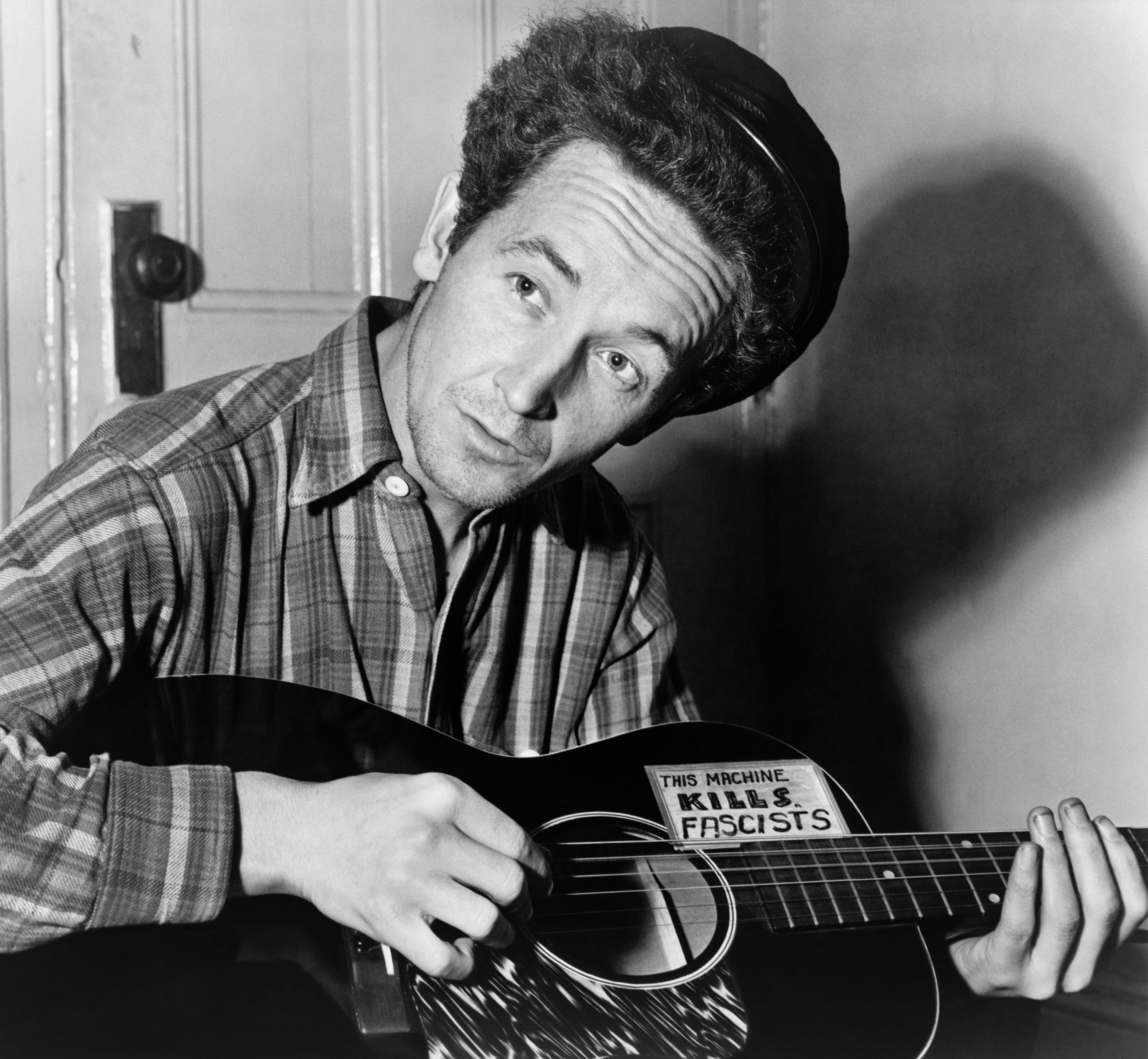
Вуди Гатри в 1943. На гитаре видна наклейка «This machine kills fascists»

«This Machine Kills Fascists» (дословно «Эта машина убивает фашистов»; в контексте — «Этот аппарат/инструмент убивает фашистов») — наклейка на гитаре американского музыканта, исполнителя фолка и кантри, Вуди Гатри, которая вдохновила множество других музыкантов. Фраза позаимствована музыкантом с бортов самолётов, сражавшихся на Гражданской войне в Испании на стороне Испанской республики.
Фирма Gibson производит реплику гитары Гатри образца 1945 года Southern Jumbo с данной надписью.
«This Machine Kills Fascists» также является:
- названием композиции панк-рок группы Anti-Flag в альбоме 2001 года «Underground Network» и DVD 2004 года «Death of a Nation». Этот стикер также можно увидеть на бас-гитаре Криса Баркера.
- названием композиции нойзи-рок, хардкор группы Today Is The Day из альбома 2004 года «Kiss the Pig».
- названием альбома Итэна Дэниэла Дэвидсона
- названием альбома джазового трубача Нэта Вули (2005 г.)
- названием фильма Стивена Гэммонда (2005 г.)
- названием альбома группы D.O.A. (2010 г.).

В байопике Боба Дилана «I'm Not There», персонаж «Вуди Гатри», 11-летний негритянский мальчик путешествует с гитарным кейсом с данной надписью.
TYM Guitars производят гитарный эффект с таким названием.
Названием сборника французского панк-рока «Cette Machine Sert A Tuer Tous Les Fascistes» переводится как «This Machine Is Used To Kill All The Fascists» («Этот аппарат используется для уничтожения всех фашистов»).
Американский инди-рок певец и гитарист Мика Хинсон украшает свою гитару этим же слоганом.

## Вариации
Хип-хоп исполнитель Busdriver в 2002 году выпустил компиляцию, озаглавленную «This Machine Kills Fashion Tips» (англ. «Этот инструмент убивает модные советы»).
Фолк исполнитель Донован[уточнить] играл на гитаре, которая была подписана лишь словами «This Machine Kills» (англ. «Этот инструмент убивает»).
На банджо Пита Сигера можно было прочесть «This Machine Surrounds Hate and Forces It to Surrender» (англ. «Этот инструмент окружает ненависть и принуждает её сдаться»).
В качестве реверанса и Гатри и Сигеру гитарист группы Decemberists Крис Фанк однажды написал на своем банджо «Этот инструмент убивает воров» (что, ко всем прочему, отсылка к инциденту, произошедшему в 2005 году, когда у группы украли все инструменты).
Нью-Йоркская джипси-панк группа Gogol Bordello спародировала фразу, выпустив футболки с изображением усов вокалиста Евгения Гудзя с надписью «Эти усы убивают фашистов».
В компьютерной игре Fallout: New Vegas есть винтовка M1 Garand, названная «This Machine», на стороне которой написано «Well, this machine kills Commies» (англ. «Ну, этот инструмент убивает коммуняк»).
В фантастическом цикле Чарльза Стросса «Bob Howard and the Laundry» главная героиня Мо О’Брайен использует адскую скрипку с надписью «This machine kills demons».
У Кима Ларсена, музыканта неофолк группы Of the Wand & the Moon, есть наклейка на гитаре с надписью « This machine kills shallowness»(англ. «Эта машина убивает ограниченность разума».)
Фронтмен сиэтлской группы Melvins King Buzzo в 2014 году выпустил альбом под названием «This Machine Kills Artists» (англ. «Эта машина убивает артистов»).